# Тиврівський провулок
Ти́врівський прову́лок — провулок у Голосіївському районі міста Києва, місцевість Добрий Шлях. Пролягає від проспекту Науки до вулиці Максима Рильського та вулиці Еллана-Блакитного.
Прилучаються вулиці Чумацька, Горяна і Добрий Шлях.

## Історія
Провулок виник у 1-й половині XX століття, мав назву Лісний. З 1955 року мав назву Тихвінський провулок. 
Сучасна назва на честь містечка Тиврів — з серпня 2022 року.

## Установи та заклади
- Комунальне підприємство «Лісопаркове господарство „Конча-Заспа“» (буд. № 1)